# Marivana (album)
Marivana è il primo album di Marivana Viscuso, pubblicato dalla DDD - La Drogueria di Drugolo nel 1983. Costituisce, secondo quanto riportato sul retro del disco, la prima registrazione italiana con effetti olofonici.

## Tracce
1. Aladino (Siliotto)
2. Ninnia (Siliotto, Borghetti, Siliotto)
3. Vivere e campare (Siliotto, Borghetti, Siliotto)
4. I musicisti (però le note) (Siliotto)
5. Un angelo (Siliotto, Borghetti, Siliotto)
6. S. Antonio (Siliotto)
7. Filastrocca (Siliotto, Borghetti, Siliotto)
8. Una sera di gennaio (Siliotto, Borghetti, Siliotto)